# Francis Marion Crawford
Francis Marion Crawford, född 2 augusti 1854 i Bagni di Lucca, död 9 april 1909 i Sorrento, var en amerikansk författare. Han var son till Thomas Crawford.
Crawford tillbringade nästan hela sitt liv utanför USA:s gränser, från 1883 var han bosatt i sitt födelseland Italien. Crawfords många underhållande och flytande skrivna romaner vittnar om hans kosmopolitiska inställning. Hans roman Mr. Isaacs (1882, Den förälskade Mr. Isaacs) visade samtidens Indien fyllt av orientalisk mystik. De flesta av hans senare arbeten är förlagda till Italien. Bland dessa märks Saracinesca (1887), Sant' Ilario (1889), Don Orsino (1892), samt Pietro Ghisleri (1893). Som hans främsta verk brukar räknas A cigarette maker's romance (1890).

## På svenska
- En romersk sångare (okänd översättare, Helsingfors, 1884)
- Doktor Claudius (översättning H. T., Fahlcrantz, 1884)
- Saracinesca (översättning J-y R., Beijer, 1888) (Saracinesca)
- Grefven (översättning P. Hedberg, Geber, 1891)
- Pietro Ghisleri (översättning Emilie Kullman, Hierta, 1896) (Pietro Ghisleri)
- En ros från i går (översättning Emilie Kullman, Skoglund, 1897)
- Adam Johnstones son (okänd översättare, Beijer, 1897)
- Familjen Braccio (översättning Ernst Lundquist, Idun, 1898)
- I konungens slott: en kärlekshistoria från gamla Madrid (översättning Hanny Flygare, Skoglund, 1901)
- Marietta eller ungmön från Venedig (översättning Hanny Flygare, Skoglund, 1902)
- I brottets skugga (okänd översättare, 1905)
- Sopransångerskan: roman ur konstnärslifvet (översättning Ellen Ryding, Geber, 1906)
- Romarinnan (anonym översättning?, Göteborgs handels- och sjöfarts-tidning, 1908)
- Primadonnan: roman ur konstnärslifvet (översättning Ottilia von Düben, Geber, 1908)
- Den vita systern (översättning M. Isberg, Nordiska förlaget, 1911) (The white sister)
- En gammal historia (översättning Oscar Nachman, B. Wahlström, 1913)
- En kärlekssaga från gamla Konstantinopel (översättning Hilda Löwenhielm, Nordiska förlaget, 1915)
- En ros från i går (översättning Oscar Nachman, B. Wahlström, 1916)
- I brottets skugga (okänd översättare, Nordiska förlaget, 1918)
- Den förälskade Mr. Isaacs (översättning P. Hedberg, B. Wahlström, 1920) (Mr. Isaacs)
- Sant' Ilario: romantisk berättelse från Rom i slutet av 1860-talet (översättning Mauritz Sterner, Eklund, 1923) (Sant' Ilario)
- Överkojen (översättning Sven Olov Stalfelt, Samspråk, 1998) (The upper berth)